# Бонаљина (Ферара)
Бонаљина (итал. Bonaglina) је насеље у Италији у округу Ферара, региону Емилија-Ромања.
Према процени из 2011. у насељу је живело 24 становника. Насеље се налази на надморској висини од -4 м.